# Skällning

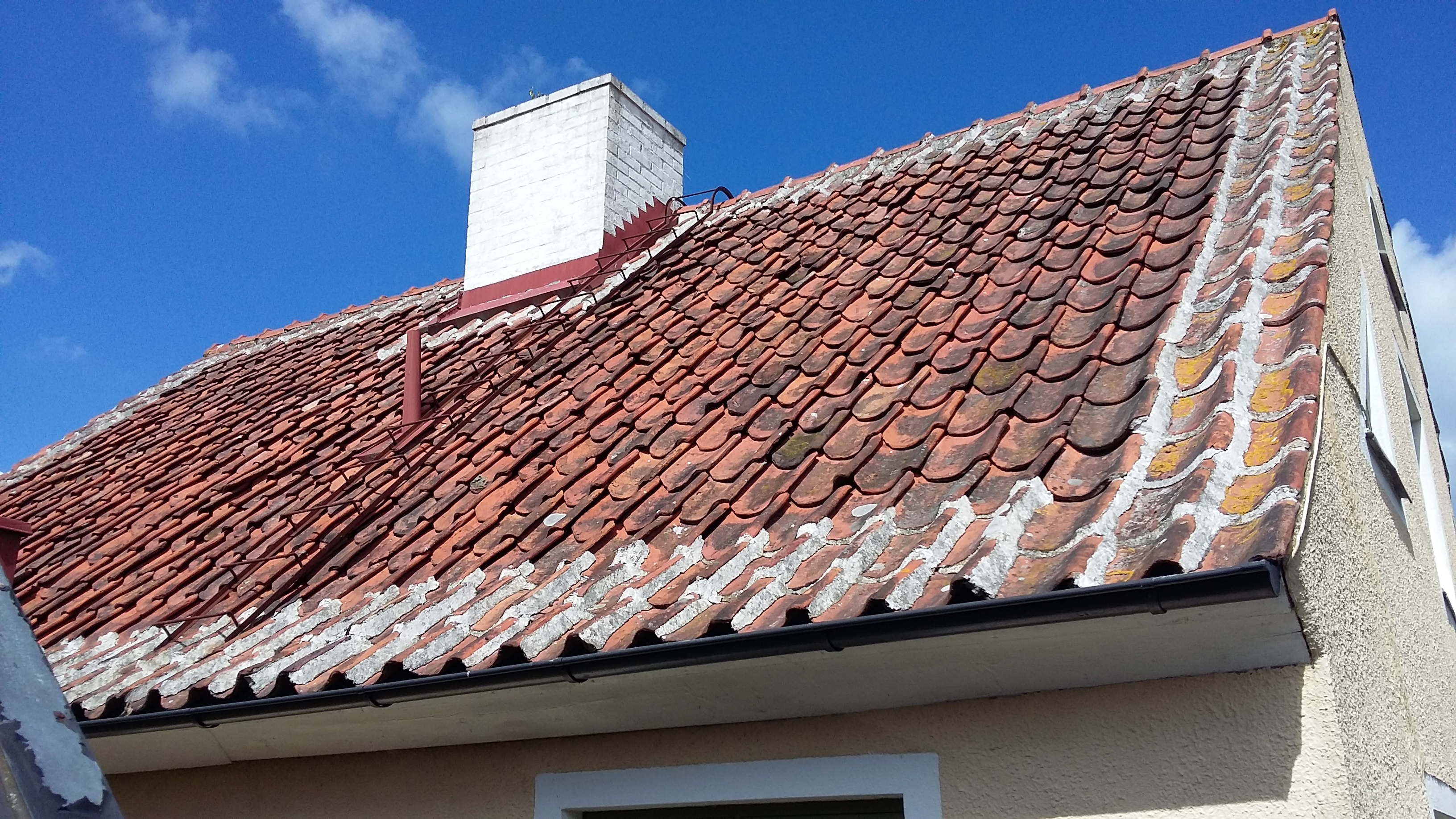
Skällningar på tak i Simrishamn

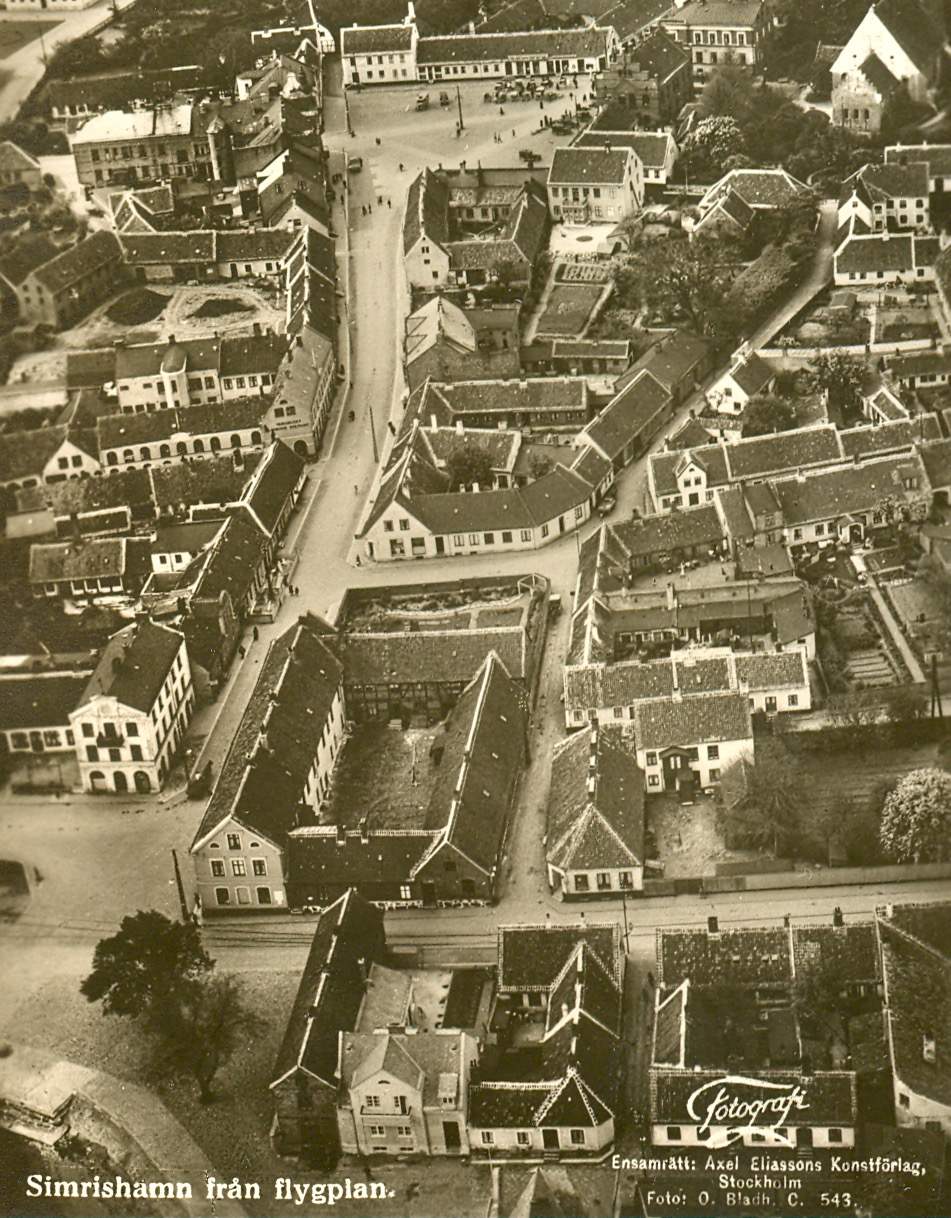
Flygfoto över Simrishamn på 1920-talet. Flertalet tak har tydliga skällningar.

Skällning är en vit kant på tegeltak på äldre skånska hus.
Skällningar var förr ett typiskt drag på hus i skånska städer, i synnerhet gällande Simrishamn som var känt för detta. När takpannorna murades fast på taket var det svårt att komma åt inifrån vid gavlar, takfot, nock och skorstenar. Därför gjordes murningen från utsidan och blev synlig. Murningen vitkalkades med en blandning som innehöll krossade snäckskal (danska skel) och därav namnet skällningar.